# Reglement 17
Das Reglement 17 (engl. Regulation 17, frz. Règlement 17) war eine Verordnung des Bildungsministeriums der kanadischen Provinz Ontario, die im Juli 1912 durch die konservative Regierung von Premierminister James Whitney erlassen wurde. Sie schränkte die Verwendung von Französisch als Unterrichtssprache nach dem ersten Schuljahr ein und verbot das Lehren des Französischen nach dem vierten Schuljahr. 1913 wurde die Verordnung angepasst, um Französisch während einer Stunde pro Tag zuzulassen.

## Auswirkungen
Die Provinzregierung erließ die Verordnung, da in weiten Teilen der Bevölkerung die Meinung vorherrschte, die Verwendung von Französisch gefährde den anglophonen, protestantischen Status Ontarios. Insbesondere galten die getrennten französisch-katholischen Schulräte als ineffizient. Die Frankokanadier reagierten mit Empörung auf die Zurückstufung ihrer Sprache. Der einflussreiche Journalist Henri Bourassa bezeichnete Whitneys Regierung als „die Preußen von Ontario“, eine Anspielung auf die deutsch-französische Erbfeindschaft.
Auf besonders starken Widerstand stieß die Verordnung in der Bundeshauptstadt Ottawa, wo der frankophone Schulrat zunächst entmachtet worden war, aber auf juristischem Wege wieder die Kontrolle über die École Guigues erlangte. Die heute noch bestehende Zeitung Le Droit wurde 1913 gegründet, um die Verordnung zu bekämpfen. Um den Widerstand zu brechen, erließ das Ministerium im August 1913 das Reglement 18, das harte Sanktionen gegen unkooperative Lehrer vorsah. Die Regierung von Whitneys Nachfolger William Howard Hearst ersetzte den gewählten Schulrat von Ottawa durch eine ernannte Kommission. Da die Association canadienne-française d'éducation de l'Ontario jedoch einen jahrelangen Rechtsstreit führte, konnte diese Maßnahme nie vollständig umgesetzt werden.
Schließlich setzte die Regierung von Howard Ferguson im Jahr 1927 die Verordnungen außer Kraft. Ferguson war zwar ein Gegner der Bilingualismus, doch musste er mit Louis-Alexandre Taschereau, dem Premierminister Québecs, ein gegen die Bundesregierung gerichtetes politisches Bündnis eingehen. Die konservative Provinzregierung akzeptierte widerstrebend zweisprachige Schulen, die Verordnungen trübten jedoch jahrzehntelang das Verhältnis zwischen Ontario und Québec. Rein französischsprachige Schulen waren erst mit dem neuen Bildungsgesetz im Jahr 1968 wieder erlaubt.